# Fangdong
Fangdong (kinesiska: 方洞镇, 方洞) är en köping i Kina. Den ligger i provinsen Sichuan, i den sydvästra delen av landet, omkring 210 kilometer sydost om provinshuvudstaden Chengdu. Antalet invånare är 37 331. Befolkningen består av 18 263 kvinnor och 19 068 män. Barn under 15 år utgör 19,0 %, vuxna 15-64 år 67 %, och äldre över 65 år 13,0 %.
Genomsnittlig årsnederbörd är 1 465 millimeter. Den regnigaste månaden är juni, med i genomsnitt 315 mm nederbörd, och den torraste är december, med 20 mm nederbörd.